# Osgoods Kurzschwanzopossum

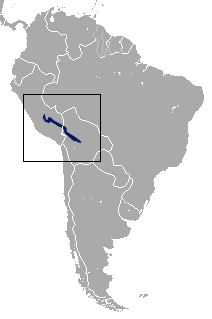
Verbreitungsgebiet (blau) des Osgoods Kurzschwanzopossum

Osgoods Kurzschwanzopossum  (Monodelphis osgoodi) ist ein wenig erforschter Beutelsäuger aus der Gattung der Spitzmausbeutelratten (Monodelphis). Das Artepitheton ehrt den US-amerikanischen Zoologen Wilfred Hudson Osgood.

## Merkmale
Die Gesamtlänge beträgt 154 bis 158 mm, die Kopfrumpflänge 94 bis 96 mm, die Schwanzlänge 60 bis 62 mm und die Ohrlänge 9 mm. Das Rückenfell ist zimtbraun, das Bauchfell heller braun. Die Basis der Bauchhaare ist grau. Der Karyotyp ist 2n = 18, FN=32.

## Verbreitung
Osgoods Kurzschwanzopossum kommt im östlichen Peru und in Zentral-Bolivien vor.

## Lebensraum und Lebensweise
Alle Nachweise über Osgoods Kurzschwanzopossum stammen aus mittleren und hohen Höhenlagen. Die Art lebt in primären Bergwäldern. In Sekundärwäldern oder außerhalb des Waldes wurde sie bisher nicht beobachtet. Obwohl Osgoods Kurzschwanzopossum gut klettern kann, hält es sich gewöhnlich am Boden auf. Die Nahrung besteht aus kleinen Nagetieren, Insekten, Aas, Samen und Früchten.

## Systematik
James Kenneth Doutt (1905–1975) beschrieb Osgoods Kurzschwanzopossum 1938 als Unterart von Monodelphus peruvianus. Ángel Cabrera Latorre synonymisierte Monodelphus peruvianus 1958  mit der Marajo-Spitzmausbeutelratte (Monodelphis adusta) und stufte Osgoods Kurzschwanzopossum als deren Unterart ein. Charles Overtoil Handley klassifizierte es 1966 als eigenständige Art.

## Weblink
- Monodelphis osgoodi in der Roten Liste gefährdeter Arten der IUCN 2013.2. Eingestellt von: Solari, S. & Patterson, B., 2008. Abgerufen am 29. Dezember 2013.